# Bay of Islands (Neufundland)
Die Bay of Islands (englisch für „Bucht der Inseln“) liegt an der Westküste der Insel Neufundland am Sankt-Lorenz-Golf.
Am etwa 15 km breiten Eingang der Bay of Islands liegen mehrere Inseln, die größten darunter sind Guernsey Island, Tweed Island und The Pillars. Im Zentrum der Bucht befindet sich eine offene Wasserfläche. Nach Osten schneiden sich drei Fjorde in das Gebirge der Long Range Mountains – North Arm, Middle Arm und im Süden der Humber Arm. Der Middle Arm spaltet sich nochmals auf in den nördlichen Penguin Arm und den südlichen Goose Arm. Am Eingang des Humber Arm liegt die größere Insel Woods Island. Am Ende des Humber Arm liegt die Stadt Corner Brook. Dort mündet der Humber River in die Bucht. An der Südwestküste der Bay of Islands liegt auf einer kleineren Halbinsel, die in die Bucht ragt, der Blow Me Down Provincial Park. Die Bucht hat eine Breite von etwa 25 km. Die Buchttiefe bis zum Ende des Humber Arm beträgt 45 km.